# Мидзута, Наоси
Наоси Мидзута (яп. 水田 直志 Мидзута Наоси, 24 января 1972, Коти, Япония) — японский композитор и бас-гитарист, наиболее известный по написанию музыки для компьютерных игр. Среди ключевых его работ саундтрек к многопользовательской ролевой игре Final Fantasy XI, записанный совместно с Нобуо Уэмацу и Куми Таниокой, а также музыкальное сопровождение к таким играм как Mega Man & Bass, Street Fighter Alpha и Parasite Eve II. Начинал карьеру в компании Capcom, но позже перешёл в Square Enix. Среди всех жанров предпочитает рок.

## Биография
Наоси Мидзута родился в городе Коти в 1972 году, а музыкой стал интересоваться «то ли во втором, то ли в третьем классе школы». По собственному признанию, наибольшее влияние на него тогда оказал композитор Рюити Сакамото. Несмотря на увлечение музыкой, после окончания школы Мидзута поступил в Тибский университет, где изучал юриспруденцию и экономику. Свою первую мелодию сочинил во время учёбы на последнем курсе, и, сразу же после получения диплома о высшем образовании, в 1995 году устроился на работу в Capcom. Карьера композитора началась для него с саундтрека к игре Street Fighter Alpha, который он создавал вплоть до 1996 года совместно с Исао Абэ, Сюном Насигаки, Сэцуо Ямамото и Юко Такэхарой.
В 1998 году откликнулся на приглашение компании Square, которая в то время заполняла образовавшиеся вакансии молодыми композиторами. Первой его серьёзной работой для них стало музыкальное сопровождение к игре Parasite Eve II, Мидзута сочинял мелодии без чьей-либо помощи и потратил на их запись около года. Оригинальный саундтрек первой части написала Ёко Симомура, и Мидзута заимствовал некоторые её треки для сиквела, представив их в собственной обработке. Следующим важным его достижением стала музыка к многопользовательской онлайн-игре Final Fantasy XI, где его соавторами стали Куми Таниока и прославленный Нобуо Уэмацу. Мидзута оставался ведущим композитором этого проекта в течение нескольких лет, написав также звуковые дорожки для четырёх вышедших позже дополнений. В этот период Мидзута был приглашён в рок-группу The Star Onions, коллектив, исполняющий популярные мелодии композиторов Square Enix, играл у них на бас-гитаре. Группа в основном занималась переделкой аранжировок одиннадцатой части «Последней фантазии», и кроме него в состав вошли Таниока, Хидэнори Ивасаки и Цуёси Сэкито. Результатом их труда стали два альбома, Music from the Other Side of Vana’diel и Sanctuary. Помимо этого, Мидзута принимал участие во многих других проектах Square Enix, в частности его авторству принадлежит музыкальный ряд к таким ролевым играм как Blood of Bahamut и Final Fantasy: The 4 Heroes of Light, обе вышли в 2009 году. В ближайшие планы композитора входит запись ещё одного альбома на основе саундтрека Final Fantasy XI, кроме того, он сотрудничал с Масаси Хамаудзу при написании музыки к Final Fantasy XIII-2.

## Дискография
| Компьютерные игры | Компьютерные игры                                      | Компьютерные игры | Компьютерные игры                                                                    |
| Год               | Заглавие                                               | Роль              | Соавторы                                                                             |
| ----------------- | ------------------------------------------------------ | ----------------- | ------------------------------------------------------------------------------------ |
| 1995              | Street Fighter Alpha                                   | композитор        | Исао Абэ, Сюн Нисигаки, Сэцуо Ямамото и Юко Такэхара                                 |
| 1996              | Street Fighter Zero 2 Alpha                            | композитор        | Сюн Нисигаки, Сэцуо Ямамото и Тацуро Судзуки                                         |
| 1998              | Resident Evil 2                                        | композитор        | Масами Уэда, Сюн Нисигаки и Сюсаку Утияма                                            |
| 1998              | Rockman & Forte                                        | композитор        | Тосихико Хорияма и Акари Кайда                                                       |
| 1999              | Parasite Eve II                                        | композитор        |                                                                                      |
| 2002              | Final Fantasy XI                                       | композитор        | Нобуо Уэмацу и Куми Таниока                                                          |
| 2002              | Tetra Master                                           | композитор        |                                                                                      |
| 2003              | Final Fantasy XI: Rise of the Zilart                   | композитор        |                                                                                      |
| 2004              | Final Fantasy XI: Chains of Promathia                  | композитор        |                                                                                      |
| 2004              | Dragon Quest & Final Fantasy in Itadaki Street Special | аранжировщик      |                                                                                      |
| 2005              | Hanjuku Hero 4 ~The 7 Heroes~                          | композитор        | Нобуо Уэмацу, Кэндзи Ито, Цуёси Сэкито, Хиросато Нода, Ай Ямасита и Кэнъити Микосиба |
| 2006              | Final Fantasy XI: Treasures of Aht Urhgan              | композитор        |                                                                                      |
| 2007              | Final Fantasy XI: Wings of the Goddess                 | композитор        |                                                                                      |
| 2007              | The Shochu Bar                                         | композитор        |                                                                                      |
| 2009              | Blood of Bahamut                                       | композитор        |                                                                                      |
| 2009              | Final Fantasy: The 4 Heroes of Light                   | композитор        |                                                                                      |
| 2009              | Season of Mystery: The Cherry Blossom Murders          | композитор        |                                                                                      |
| 2010              | Final Fantasy Legends: Hikari to Yami no Senshi        | композитор        |                                                                                      |
| 2011              | Final Fantasy XIII-2                                   | композитор        | Масаси Хамаудзу и Мицуто Судзуки                                                     |